# 12050 Humecronyn
12050 Humecronyn este un asteroid din centura principală de asteroizi.

## Descriere
12050 Humecronyn este un asteroid din centura principală de asteroizi. A fost descoperit pe 27 aprilie 1997 la Kitt Peak National Observatory în cadrul proiectului Spacewatch. Asteroidul prezintă o orbită caracterizată de o semiaxă mare de 2,91 ua, o excentricitate de 0,09 și o înclinație de 1,2° în raport cu ecliptica.